# 錫達克里克 (內布拉斯加州)
錫達克里克（英語：Cedar Creek）是位於美國內布拉斯加州卡斯縣的村。

## 人口
根據2020年美國人口普查的數據，錫達克里克的面積為2.82平方千米，當中陸地面積為1.48平方千米，而水域面積為1.34平方千米。當地共有人口465人，而人口密度為每平方千米165人。